# 進路変更
進路変更（しんろへんこう）は、交通法規の用語の一つ。同じ方向に進行しつつ、進路を変えること。

進路変更は一般に道路交通の概念が著名であり、しばしば危険を伴うため注意が必要な行為である。

## 道路交通における進路変更
一般的には、複数の車線があるときに、自分のいる車線から別の車線に移ること（車線変更とも言う）と認知されているが、法令上はそれに限定されない。法令上には明文の定義はないが、道路の（ただし車線や導流帯等の進路指示線がある場合はその）延長方向に対して、その延長方向と同一の方向ではなく、一定の角度（鋭角）をつけながら、前方の方向へ進行することを言う。進路変更を始めたら、いずれは進路変更を終了し、道路等の延長方向と同一の方向に進行することも予定される。
進路の変更であるから、進行方向を切り替える右折や左折は、進路変更には該当しない。
また、同一の車両通行帯又は車線内の行為であっても、進路延長方向に対し斜め（鋭角）に向いて進行すれば、進路変更に該当する。
つまり、同一の車両通行帯又は車線内での後続状態から側方への移動であっても、進路変更に該当する。
進路変更をする場合には、進路変更をする3秒前にウィンカーなどで合図を出し、進路変更の終了まで合図を出し続け、終了したら合図も終了しなければならない。これに反すると合図不履行の交通違反となる。もちろんシグナルを出せばそれでよいというわけではなく、シグナルを出す前にミラーなどで周囲の状況を把握し、実際に車線を変更するときにも、進路上に他車が存在しないか確認しなければならない。特にブラインドスポットはミラーでは確認できないので、目視できちんと確認する必要がある。近年は、ブラインドスポットをレーダーなどでモニターする機能を備えた車もあるが、常に機能するとは限らないので、過信してはならない。
原則的に車両は、みだりに（正当な理由なしに）その進路を変更してはならない。 また、進路を変更した場合にその変更した後の進路と同一の進路を後方から進行してくる車両等の速度又は方向を急に変更させることとなるおそれがあるときは、進路を変更してはならない。
一方、車両通行帯において進路変更を禁止する道路標示（黄色線）がある場合には、その道路標示により禁止されている方法で進路変更をしてはならない。ただし、緊急自動車等に避譲する場合や、道路の損壊、道路工事、駐車車両等の障害のために、現在の車両通行帯を通行することができず、進路変更をせざるを得ない時を除く。黄色線を跨いで進路変更を行う行為を俗にイエローカットや黄線越えといい、「進路変更禁止違反」の交通違反となる。
また、後方の車両は、右左折のためや道路外に出るために進路変更する車両の進路の変更を妨害してはならない。